# معهد تكنولوجيا الفضاء
معهد تكنولوجيا الفضاء هي جامعة في باكستان تأسست عام 2002م.